# 김두만 (1920년)
김두만(金斗萬, 1920년 1월 20일 ~ 1984년 2월 18일)은 일제 강점기 말기에 활약한 대한민국의 노동계파 독립운동가이다.

## 생애

### 일생
본관은 김해(金海)이고 호(號)는 민초(民草)이다.
일제 강점기 조선 경상남도 의령군에서 출생한 그는 1940년 일본 도쿄에서 오와 철공소(大和鐵工所)에 노무자로 근무하다가  유귀복(柳貴福)·이차봉(李且鳳)·최정웅(崔正雄)·박판이(朴判伊)·이인유(李仁裕) 등과 아울러 독립운동에 동참하였고 공장 내 동지 체제 확보에 힘을 기울여 같은 오와 철공소 직공 노무자 김성천(金成川)을 동지로 규합하였으며 같은 해 1940년 9월 오와 철공소 내에서 유귀남·김성천과 합세하여 서서(誓書)와 불변서(不變書) 등을 작성, 서로 혈판(血判)으로써 독립운동에 매진할 것을 맹약하는 등 독립운동에 일신을 바칠 결의를 다지었고 유귀남·김성천과 더불어 조선독립혈맹(朝鮮獨立血盟)의 본거지를 조선 땅에 설치하고자 결의, 귀국 이후 고향인 경상남도 의령군에 체류하면서 향후 거사 계획을 도모, 협의하였으나 일제의 경계가 삼엄한 백두산 입산을 중단하고 다시 일본으로 재도항 이후 공장에 분산 취업을 감행하여 은 독립운동을 모색하다가 1941년 5월 16일 오사카(大阪)에서 혈맹(血盟)한 서서(誓書)를 가지고 있던 중 일경에 체포되어 같은 해 1941년 10월 16일 오사카 지방 재판소 검사국에 송치 처분되었으며 1942년 10월 6일 오사카 지방 재판소에서 치안유지법 위반죄로 징역 2년을 언도받고 1943년 만기출감 직후 조선에 귀국하였다.
1945년 8·15 조선 광복과 1948년 대한민국 정부 수립 이후 자유당 중앙행정자치위원(1955년~1956년)을 잠시 역임하였고 대한광복회가 청설될 당시 대한광복회 전임위원으로 재직하였으며 이후 민주공화당 전임고문(1967년~1970년)으로도 적을 두었다.
1984년 2월 18일, 향년 65세로 별세하였다.

### 사후
2003년 3월 1일을 기하여 대한민국 건국훈장 애족장이 추서되었다.